# プー あくまのくまさん
『プー あくまのくまさん』（原題：Winnie-the-Pooh: Blood and Honey）は、2023年に制作されたイギリスのアトラクション・ホラー映画。原作である児童小説が2010年代後半から2020年代前半にかけて、世界各国で著作権の保護期間が相次いで終了しパブリックドメイン化されたことで実現した、ザ・ツイステッド・チャイルドフッド・ユニバース（総称：プーニバース）プロジェクトの1作目。PG12指定。
キャッチコピーは「はちみつはもう飽きた。」

## 概要
2017年5月21日にパブリックドメインとなった、A・A・ミルンによる児童小説『クマのプーさん』をホラー映画化した作品である。リース・フレイク＝ウォーターフィールドが監督、脚本、編集、製作を担当した。

## あらすじ
100エーカーの森でプーさんたちと楽しい日々を過ごしていた少年クリストファー・ロビン。やがて成長した彼は、進学のため旅立っていった。時がたち、大人になった彼は婚約者メリーを連れ懐かしい森へ戻って来る。メリーはプーたちのことをクリストファーの子どもらしい空想だと思っていたが、彼らは実際にそこにいた。しかし、クリストファーに捨てられた恨みと飢えを抱えたプーとピグレットは、もはや以前の彼らではなくなっていた。

## キャスト
※括弧内は日本語吹替
クリストファー・ロビン
演 - ニコライ・レオン（石毛翔弥）
マリア
演 - マリア・テイラー（河村梨恵）
ジェシカ
演 - ナターシャ・ローズ・ミルズ（横山友香）
アリス
演 - アンバー・ドイグ＝ソーン（夏葵）
プー
演 - クレイグ・デビッド・ドーセット（かぬか光明）
ピグレット
演 - クリス・コーデル（相馬康一）
ゾーイ
演 - ダニエル・ロナルド（葛原詩織）
ララ
演 - ナターシャ・トシーニ（阿部彬名）
メリー
演 - ポーラ・コイツ
ティナ
演 - メイ・ケリー
シャーリーン
演 - ダニエル・スコット

## スタッフ
- 監督・脚本・編集・製作：リース・フレイク＝ウォーターフィールド
- 音楽：アンドリュー・スコット・ベル
- 撮影：ヴィンス・ナイト
- 製作総指揮：スチュアート・オルソン、ニコール・ホランド
- 製作：スコット・ジェフリー

### 日本語版スタッフ
- 字幕：中沢志乃
- 宣伝：エクストリーム
- 提供：ニューセレクト
- 配給：アルバトロス・フィルム

## 公開

### アメリカ合衆国
アメリカ合衆国では2023年2月15日に劇場公開し、初日は『アバター:ウェイ・オブ・ウォーター』を抜いて全米3位に入る快挙を見せた。しかし、当初から期間限定を前提とした劇場公開だったこともあり、翌日以降は上映館が縮小し、9日間で劇場での上映を終了した。

### 日本
日本では2023年6月23日に劇場公開することが同年3月31日に発表された。直訳タイトルは「クマのプーさん 血とはちみつ」だが、邦題については「くまのプーさん」が日本国内で商標登録されていることに配慮し、前述のタイトルになったとしている。本作品の映画配給を担当しているアルバトロス・フィルムの宣伝担当者はSNS上にて話題になった影響で若年層の来場が多いとしている。

### 香港・マカオ
香港とマカオでは2023年3月23日に上映を予定していたが、検閲を担当する香港当局による許可が下りていたにもかかわらず、直前の同月21日に急遽上映中止が発表された。クマのプーさんは中国共産党では習近平総書記（最高指導者）を揶揄するキャラクターとしてあらゆる使用が禁止されていることから、 映画館側が習近平に配慮して上映を中止したのではないかという臆測を呼んでいる。

## 評価

### 興行収入
2023年に最も期待する映画ランキング(IMDb)では上位にランクイン。そして封切られるやいなや全世界でスマッシュヒットを連発、制作費およそ10万ドルの製作費に対して、520万ドルという驚きの興行収入となった。

### 批評
評価は低く、エンターテインメント情報サイトのIGNは「引きのあるアイデアが多くの人々の注目を集めたが、期待を裏切られた。このおもしろみのないホラーパロディにはもやもやとした気持ちになるだろう。キャラクターデザインのおもしろみもかなり早い段階で失われてしまう。野生化したという設定のはずが、動物らしいのはフルフェイスのマスクだけだ。それも、毛皮などもない上に表情が乏しい。低予算ホラーの基準に照らしても手抜きでしかなく、もっと説得力のあるものにしようとかいった工夫すらない。注意が払われているのは、どれだけ残虐シーンを血生臭くできるかということだけのように感じる。ディズニーパークで働く人の9割がアルバイトであることなどディズニーに対する批判や、皮肉などちょっとしたメッセージも全くない。ただいたずらにオリジナルのプーさんを攻撃しただけになってしまった。さらに、ピントを合わせないカメラマン、異なるトーンを混ぜ合わせる監督、画面も暗く、そもそも映像として見づらい。映画制作の最も基本的な要素さえ押さえていないことにはがっかりした。本家の甘いはちみつ好きのプーさんが許さないほど、すっぱい味わいになってしまった。」と総評されている。
映画評論サイトのRotten Tomatoesにおいても、批評家スコア4%の低評価を叩きだし、「史上最低評価の映画100」にランクインしたことが2023年3月に発表された。

### 本作をめぐる論争と反応
CBS News Miamiの報告によると、2023年10月、フロリダ州マイアミ・スプリングスにあるチャータースクールのAcademy of Innovative Educationで、算数クラスの児童生徒が本作を20～30分間鑑賞させられたと保護者から報告があった。この事態に学校側は、「The Academy for Innovative Educationは、2023年10月2日（月）にホラー映画の一部が4年生に対して上映され、その年齢層に相応しくない作品だったことを知りました。当校の管理局は、その教師と共にこの問題に速やかに対処し、生徒の安全と精神状態を安定させるために適切な措置を講じました。我々は積極的に生徒たちを監視しており、メンタルヘルスカウンセラーと校長は、すでに懸念を表した生徒たちと面談しています」との声明を発表した。
この映画を選んだのは生徒たちだったそうだが、保護者のミシェル・ディアスは「何をしたいかは生徒が決めることではありません。内容を確認するのは教師ですから」と述べ、教師に対する怒りを露わにした。児童文学もの作品と知りながら上映する異例の事態に、ウォーターフィールド監督は「どうしてそこまで長く上映していたんでしょうね。教師が映画を再生して教室から出ていったのか、子供たちがイタズラしたのか、何なのかわかりません。彼らの子供時代を台無しにしていないといいんですが」と述べている。

### 受賞歴
| 映画賞                       | 授賞式       | 部門                               | 対象                                               | 結果 | 出典          |
| ---------------------------- | ------------ | ---------------------------------- | -------------------------------------------------- | ---- | ------------- |
| 第44回ゴールデンラズベリー賞 | 2024年3月9日 | 最低作品賞                         | 『プー あくまのくまさん』                          | 受賞 | [ 18 ] [ 19 ] |
| 第44回ゴールデンラズベリー賞 | 2024年3月9日 | 最低監督賞                         | リース・フレイク＝ウォーターフィールド             | 受賞 | [ 18 ] [ 19 ] |
| 第44回ゴールデンラズベリー賞 | 2024年3月9日 | 最低スクリーンカップル賞           | 血に飢えた切り裂き魔/殺人鬼としてのプー&ピグレッド | 受賞 | [ 18 ] [ 19 ] |
| 第44回ゴールデンラズベリー賞 | 2024年3月9日 | 最低前日譚・リメイク・盗作・続編賞 | 『プー あくまのくまさん』                          | 受賞 | [ 18 ] [ 19 ] |
| 第44回ゴールデンラズベリー賞 | 2024年3月9日 | 最低脚本賞                         | リース・フレイク＝ウォーターフィールド             | 受賞 | [ 18 ] [ 19 ] |

## 後年の展開
評価の方は散々だったが、興行としては好調な滑り出しを見せたウォーターフィールド監督は、2024年3月に続編となる『プー2 あくまのくまさんとじゃあくななかまたち』を制作・公開。その後、ザ・ツイステッド・チャイルドフッド・ユニバースの一作として『Poohniverse: Monsters Assemble』を2025年に公開予定であることを発表。ピーター・パンのホラー映画『Peter Pan’s Neverland Nightmare』や殺人バンビを描く『小鹿のゾンビ』(原題：Bambi: The Reckoning)、さらにはピノキオが大暴れする『Pinocchio: Unstrung』と続き、クロスオーバー企画『Poohniverse: Monsters Assemble』に直結するという。製作会社であるITNはその後もプーニバースプロジェクトとは無関係であるものの、シンデレラが『シン・デレラ』
、不思議の国のアリスが『邪悪な国のアリス』のタイトルでホラー映画化を果たしているほか、別会社ではあるが初期のディズニー作品となる『蒸気船ウィリー』を題材にした『マッド・マウス ～ミッキーとミニー～』（原題：The Mouse Trap）や『Mickey vs. Winnie』が制作されるなど、本作を皮切りにディズニーアニメ作品で有名な名作童話のホラー映画化が相次いでいる。

## 映像ソフト
2023年12月6日にアルバトロスよりBlu-ray並びにDVDが発売された。日本語吹替版が収録されており、ディズニー版くまのプーさんの実写作品『プーと大人になった僕』でプー役を担当したかぬか光明が本作でも同役を担当している。